# Akita Koma-ga-take
Akita Koma-ga-take (jap. 秋田駒ヶ岳) – czynny stratowulkan na wyspie Honsiu (Honshū) w Japonii.

## Opis
Stratowulkan (1637 m n.p.m.)  w paśmie gór Ōu. Jest najwyższym szczytem w prefekturze Akita. Znajduje się na terenie Parku Narodowego Towada-Hachimantai. 
Zbudowany ze skał andezytowych i bazaltowych . Na szczycie znajdują się dwie kaldery – większa (1,5 × 3 km) na południu i mniejsza (1,2 × 1 km ) na północy – powstałe wskutek erupcji pod koniec plejstocenu, ok. 13,5–11,6 tys. lat temu . W północno-wschodniej części kaldery południowej wznoszą się dwa stożki Me-dake (女岳) i O-dake (男岳), a w kalderze północnej najwyższy stożek Oname-dake (男女岳) z kraterem o średnicy 100 m . 
Niewielkie erupcje miały miejsce ze stożków i szczelin kaldery południowej . Wokół wulkanu występują liczne źródła termalne . W 2005 roku podniosła się temperatura obszarów geotermalnych, a w latach 2011–2012 zaobserwowano aktywne fumarole . Ostatnia erupcja miała miejsce w latach 1970–1971 . Wulkan jest monitorowany przez Japan Meteorological Agency .   
Region Akita Koma-ga-take charakteryzuje się bogatą roślinnością alpejską. Na wulkan prowadzą szlaki turystyczne.